# Avalanche Studios
Avalanche Studios Group AB (Avalanche Studios) är en svensk datorspelsutvecklare som har sitt huvudkontor i Stockholm.

## Företagshistoria

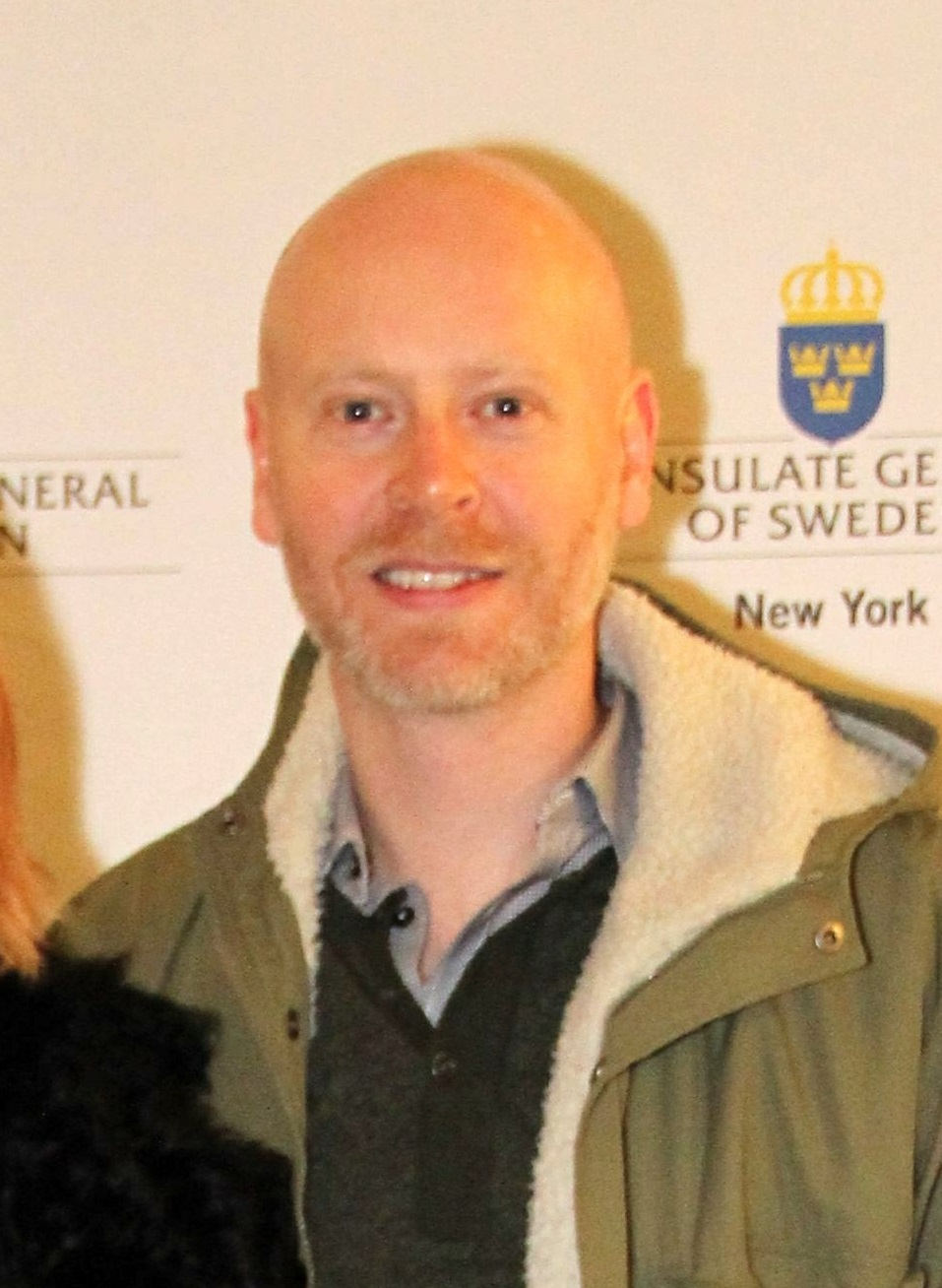
Ena grundaren Linus Blomberg, 2013.

Avalanche Studios är en svensk datorspelsutvecklare som grundades i mars 2003 av Christofer Sundberg och Linus Blomberg. De släppte sitt första spel Just Cause i september 2006 och har därefter släppt the Hunter Classic (2009), Just Cause 2 (2010), Renegade Ops (2011), theHunter: Primal (2015), Just Cause 3 (2015), Mad Max (2015) samt theHunter: Call of the Wild (2017). Studion har även utannonserat att de jobbar på Rage 2 tillsammans med Id Software samt Just Cause 4. I mars 2019 släppte man nästa självpublicerade spel, Generation Zero.
Den 24 oktober 2008 varslade studion 77 av sina anställda, vilket motsvarade ungefär hälften. Detta orsakades av två förläggaravtal som dragits tillbaka i den begynnande finanskrisen.
Den 23 mars 2010 skapades dotterföretaget Expansive Worlds som utgör Avalanche onlinespelsdel och som fokuserar främst på prenumerationsbaserade spel. Expansive Worlds första projekt var att driva och utveckla vidare theHunter Classic som köptes ut från brittiska Emote Games. theHunter Classic blev en stor kommersiell succé för studion och resulterade i att de släppte theHunter: Call of the Wild den 16 februari 2017. Den nya titeln har frångått den Free-to-play modell föregångaren hade och säljs istället som en fullpris-produkt och har ett antal DLC:s som släppts efter lanseringen.
Under våren 2018 köptes Avalanche Studios upp av Nordisk Film för 1012M SEK. De annonserade också att de öppnar upp en tredje studio i Malmö, sedan tidigare har de sitt huvudkontor i Stockholm samt en studio i New York.

## Utgivna spel
| År   | Titel                       | Utgivare                               | Plattform(ar) | Plattform(ar) | Plattform(ar) | Plattform(ar) | Plattform(ar) | Plattform(ar) | Plattform(ar) | Plattform(ar) | Plattform(ar) | Plattform(ar) |
| År   | Titel                       | Utgivare                               | PS2           | PS3           | PS4           | Xbox          | X360          | XBO           | Win           | Lin           | iOS           | Android       |
| ---- | --------------------------- | -------------------------------------- | ------------- | ------------- | ------------- | ------------- | ------------- | ------------- | ------------- | ------------- | ------------- | ------------- |
| 2006 | Just Cause                  | Eidos Interactive                      | Ja            | Nej           | Nej           | Ja            | Ja            | Nej           | Ja            | Nej           | Nej           | Nej           |
| 2009 | theHunter Classic           | Avalanche Studios                      | Nej           | Nej           | Nej           | Nej           | Nej           | Nej           | Ja            | Nej           | Nej           | Nej           |
| 2010 | Just Cause 2                | Eidos Interactive                      | Nej           | Ja            | Nej           | Nej           | Ja            | Nej           | Ja            | Nej           | Nej           | Nej           |
| 2011 | Renegade Ops                | Sega                                   | Nej           | Ja            | Nej           | Nej           | Ja            | Nej           | Ja            | Nej           | Nej           | Nej           |
| 2015 | theHunter: Primal           | Avalanche Studios                      | Nej           | Nej           | Nej           | Nej           | Nej           | Nej           | Ja            | Nej           | Nej           | Nej           |
| 2015 | Rumble City                 | Avalanche Studios                      | Nej           | Nej           | Nej           | Nej           | Nej           | Nej           | Nej           | Nej           | Ja            | Ja            |
| 2015 | Mad Max                     | Warner Bros. Interactive Entertainment | Nej           | Nej           | Ja            | Nej           | Nej           | Ja            | Ja            | Ja            | Nej           | Nej           |
| 2015 | Just Cause 3                | Square Enix                            | Nej           | Nej           | Ja            | Nej           | Nej           | Ja            | Ja            | Nej           | Nej           | Nej           |
| 2017 | theHunter: Call of the Wild | Avalanche Studios                      | Nej           | Nej           | Ja            | Nej           | Nej           | Ja            | Ja            | Nej           | Nej           | Nej           |
| 2018 | Just Cause 4                | Square Enix                            | Nej           | Nej           | Ja            | Nej           | Nej           | Ja            | Ja            | Nej           | Nej           | Nej           |
| 2019 | Rage 2                      | Bethesda Softworks                     | Nej           | Nej           | Ja            | Nej           | Nej           | Ja            | Ja            | Nej           | Nej           | Nej           |
| 2019 | Generation Zero             | Avalanche Studios                      | Nej           | Nej           | Ja            | Nej           | Nej           | Ja            | Ja            | Nej           | Nej           | Nej           |